# Christian Christie
Eilert Christian Brodtkorb Christie (24. december 1832 i Bergen – 13. september 1906 i Trondhjem) var en norsk arkitekt. 
1849 blev han sendt til Tyskland for at uddannes til arkitekt, først ved den polytekniske skole i Hannover, senere i Karlsruhe, hvor han påvirkedes stærkt af sin gotikbegejstrede lærer Eisenlohr. 1855 vendte han tilbage til Norge og virkede i de følgende år som lærer og arkitekt, dels i Bergen, dels i Kristiania. 
Fra 1858 rejste han stadig omkring i Norge som tegner for "Foreningen til norske Fortidsmindesmærkers Bevaring". Ved
denne virksomhed erhvervede han et grundigt kendskab til ejendommelighederne i den norske bygningsskik i middelalderen, hvad der kom ham tilgode i hans virksomhed som restaurator for talrige middelalderlige bygningsværker:
Således udarbejdede han planer for restaureringen af Stavanger Domkirke, Mariakirken, Domkirken og Haakonshallen i Bergen og for flere kirker på landsbygden. Hans interesse for middelalderen præger også hans nybygninger, væsentlig kirker på Vestlandet; af disse kan nævnes Aarstad ved Bergen. 
Hans livs hovedlværk er dog restaureringen af Trondhjems Domkirke, der var påbegyndt af H.E. Schirmer 1869. 1872, da Stortinget havde bevilget midler til restaureringen, blev Christie sat i spidsen for arbejdet, som han ledede til sin død. Han nåede at få alt færdigt undtagen vestskibet. 
Hans planer for dette er senere blevne fulgt for selve skibets vedkommende, men ikke for vestfrontens, der rejsedes efter professor Nordhagens planer. Christies arbejder, ved Trondhjems Domkirke som andensteds, er prægede af videnskabelig indsigt og pietet, men er noget tørre i deres stilrenhed; man savner den livgivende, personlige kunstnerevne.